# Miconia budlejoides
Miconia budlejoides är en tvåhjärtbladig växtart som beskrevs av José Jéronimo Triana. Miconia budlejoides ingår i släktet Miconia och familjen Melastomataceae. Inga underarter finns listade i Catalogue of Life.